# Vic-en-Bigorre

Vic-en-Bigorre este o comună în departamentul Hautes-Pyrénées din sudul Franței. În 2009 avea o populație de 5.200 de locuitori.

## Evoluția populației
| An        | 1975  | 1982  | 1990  | 1999  | 2006  | 2009  |
| --------- | ----- | ----- | ----- | ----- | ----- | ----- |
| Populație | 4.563 | 4.572 | 4.893 | 4.788 | 5.092 | 5.200 |